# Auguste Le Coënt
Ne pas confondre avec son homonyme Auguste Le Coënt, maire PCF de Maël-Carhaix de 1971 à 2001, et conseiller général du canton de Maël-Carhaix de 1973 à 1998.
Auguste Le Coënt, né le 24 septembre 1910 à Saint-Nicolas-du-Pélem et mort le 27 mai 1996 à Rostrenen, est un homme politique français. Membre du Parti communiste français, il est député, puis sénateur des Côtes-du-Nord, maire de Saint-Nicolas-du-Pélem et conseiller général du canton de Saint-Nicolas-du-Pélem.

## Biographie

### Avant la2eguerremondiale
Né en 1910 dans une famille d'agriculteurs, avec 11 frères et sœurs, dans le village du Ruellou, à Saint-Nicolas-du-Pelem, Auguste Le Coënt devient agriculteur après ses études. Il est alors sympathisant du Front populaire.

### La2eguerremondiale
Mobilisé en juin 1940, il est fait prisonnier lors de la défaite, et s'échappe très rapidement avec un autre prisonnier pour rentrer à Saint-Nicolas-du-Pélem, déjà occupé par l'armée allemande. Il s'engage alors dans la Résistance à l'occupant.
En 1943, il adhère au Parti communiste français, et crée un groupe de Francs Tireurs et Partisans (F.T.P.) dans le maquis de Saint-Nicolas-du-Pélem, sa ferme du Ruellou devenant un point d'ancrage des F.T.P..

### Les mandats politiques
À la libération, Auguste Le Coënt est nommé membre du Comité départemental de Libération présidé par Henri Avril, qui devient préfet des Côtes-du-Nord.

#### Maire de Saint Nicolas du Pélem
1945 - 13 mars 1983 : Maire de Saint-Nicolas-du-Pélem
À la libération de Saint-Nicolas-du-Pélem, la préfecture nomme une délégation provisoire remplaçant le Conseil municipal : Auguste Le Coënt préside cette délégation.
Il est ensuite élu maire de Saint-Nicolas-du-Pélem aux élections d'avril 1945. Il est réélu maire sans interruption jusqu'en 1983. Il fait construire notamment une piscine municipale (réalisée par les prisonniers allemands juste après la guerre), une bibliothèque et met en place des cantines pour les élèves et les personnes âgées à faibles revenus.

#### Conseiller général du canton de Saint-Nicolas-du-Pélem
27 mars 1949 - 17 mars 1985 : Conseiller général du Canton de Saint-Nicolas-du-Pélem
Auguste le Coënt est élu conseiller général du canton de Saint-Nicolas-du-Pélem en 1945, il y est réélu sans interruption jusqu'en 1985.

#### Conseiller de la république / Sénateur
8 décembre 1946 - 7 novembre 1948 : Sénateur des Côtes-du-Nord
Élu député en novembre 1946, il démissionne un mois plus tard — laissant son siège à Hélène Le Chevallier — parce qu'il a été élu conseiller de la République (appelé sénateur après 1948) comme tête de la liste « Union républicaine et résistante ».
Membre de la commission des affaires économiques, des douanes et des conventions commerciales, et de la commission de l'agriculture, il intervient notamment sur des questions agricoles et sociales.
En 1948, avec Antoine Vourc'h (RPF), Yves Henry (SFIO) et Pierre Trémintin (MRP), il présente une proposition de loi sur l'enseignement de la langue bretonne qui sera reprise à l'Assemblée Nationale par le député Maurice Deixonne (SFIO), spécialiste des questions scolaires, réduite dans ses ambitions, pour devenir la loi Deixonne du 11 janvier 1951 relative à l'enseignement des langues et dialectes locaux.

### L'engagement dans le Parti Communiste Français (PCF)
Auguste Le Coënt adhère au PCF pendant la guerre, quand il passe chez les Francs Tireurs et Partisans et représentera Parti communiste français (PCF) dans toutes les élections auxquelles il participera.

Il reste fidèle au PCF pendant toute sa vie politique, et confie après avoir pris sa retraite politique, que le secrétaire général du Parti Communiste Français dont il s'est senti le plus proche était Waldeck Rochet, issu comme lui du monde rural et ayant vécu la 2e guerre mondiale dans la Résistance.

### L'action agricole
Auguste Le Coënt est nommé au Comité départemental de Libération comme représentant du monde agricole, et restera agriculteur toute sa vie.

Il adhère au syndicat la Confédération générale de l'agriculture.

Il fonde la coopérative "La Pélémoise" regroupant les petits producteurs (la plupart des fermes ont alors moins de 10 hectares), La Pélémoise est ensuite intégrée à l'ULB (Union Laitière Bretonne), au sein du groupe Unicopa, qui est ensuite intégré à Coopagri Bretagne et fait aujourd'hui partie de la coopérative Triskalia.